# Distrito de Khargone
Khargone (en hindi; खरगोन ज़िला) es un distrito de la India en el estado de Madhya Pradesh. Código ISO: IN.MP.WN.
Comprende una superficie de 8 010 km².
El centro administrativo es la ciudad de Khargone.

## Demografía
Según censo 2011 contaba con una población total de 1 872 413 habitantes, de los cuales 918 796 eran mujeres y 953 617 varones.

## Localidades
- Barud
- Barwaha
- Borgaon Bujur
- Kasrawad